# Simon Forman
Simon Forman (Quidhampton, 30. prosinca 1552. – London, 8. rujna 1611.), engleski astrolog, nadriliječnik, travar i okultist.
Bio je zatvaran zbog okultne prakse i pravljenja opasnih napitaka, a poslije smrti bio je osumnjičenik za sudjelovanje u ubojstvu sir Thomasa Overburyja. Unatoč tome što ga je pratila mračna čarobnjačka reputacija, uživao je znatan ugled među građanstvom Londona koje ga je cijenilo zbog toga što je ostao u gradu za vrijeme epidemije kuge i liječio ljude.

## Životopis
Rođen je u selu Quishamptonu u seoskoj obitelji. S devet godina pošao je u školu na području Salisburyja, no morao ju je napustiti već 1563. godine zbog očeve smrti. Prekinuvši školovanje, zaposlio se kao pomoćnik mjesnog tgovca mješovitom robom koji je pripravljao lijekove i trave. Tu je naučio osnove liječništva i poslije šest godina krenuo je u svijet.
Neko vrijeme proveo je radeći kao ravnatelj škole u samostanu sv. Gilesa, nakon čega se upisao na Magdalen College u Oxfordu. Zbog manjka novčanih sredstava, radio je kao sluga dvojice plemića, no nakon dvije godine napustio je Oxford i otišao u Nizozemsku raditi na usavršavanju u medicini i astrologiji.
Po povratku u Englesku, nastanio se u Londonu, gdje je počela cvasti njegova liječnička praksa. Osobit ugled stekao je 1592. za vrijeme epidemije kuge, kada je odbio napustiti London, poput liječnika s dozvolom. Izliječio je mnogo ljudi od opake bolesti, uključujući i sebe.
U međuvremenu, stalno se morao braniti od napada liječnika zbog svoje neovlaštene prakse, te je u nekoliko navrata bio uhićen i optužen kao "drski i besramni varalica". Ipak, 27. lipnja 1603. godine uspio je priskrbiti dozvolu za bavljenje liječničkog praksom od Cambridgea, što je razbjesnilo oxfordske profesore.
Osim medicinom i astrologijom, bavio se i alkemijom i magijom, no s mnogo manje uspjeha. Primjerice, pokušavao je stvoriti Kamen mudraca, što se pokazalo prilično skupim neuspjehom.